# Francis Clivio
La Francis Clivio è un'azienda serica di Como.
Essa prende nome dal suo principale fondatore Francis Clivio (1887-1934), importante disegnatore tessile del '900 comasco.
L'azienda nasce nel 1912 grazie a Clivio ed ai suoi cognati Longoni, in particolare Carlo, la produzione si basa sulla produzione di seta di alta qualità per cravatteria, rigati, operati, stampati, chinè moire e chinè operati.
È importante ricordare l'influenza e l'innovazione di questa società che nella cravatteria ricopriva uno dei più alti posti nel panorama europeo. Le cravatte erano disegnate e prodotte in proprio nelle tessiture di Como (Palazzo Clivio-Longoni), Giussano, Fino Mornasco, Minoprio acquisite fra il 1918 ed il 1921.
La produzione verrà concentrata sulla seta e in seguito il Rayon durante gli anni '20 e '30.
Alla morte di Francis Clivio i Longoni e la vedova Anna Clivio-Longoni proseguirono l'attività, e grazie alla mentalità di stampo Fascista, non cesserà la produzione neanche durante gli anni della seconda guerra mondiale.
In questo periodo del dopoguerra, anche Antonio Ratti lavora nella società come capo-disegnatore.
Negli anni sessanta unico erede dei fratelli Longoni (Carlo, Anna e Oreste) è Franco che si trova solo alla guida della azienda, prima trasferendo la stamperia a Como dietro Palazzo Clivio-Longoni.
Negli stessi anni la società viene venduta alla Stamperia Smart di cui Franco è maggiore azionista.
Nel 1989 la società viene assorbita dalla Dante Prini, oggi parte dell'archivio Francis Clivio è conservato nella sede della Mantero Seta.